# بريغينيو
جواو كويليو نيتو (بالبرتغالية: João Coelho Neto) الشهير باسم بريغينيو (بالبرتغالية: Preguinho) (8 فبراير 1905 في ريو دي جانيرو ، البرازيل – 1 أكتوبر 1979) لاعب كرة قدم برازيلي راحل كان يجيد اللعب في مركز المهاجم .
جواو هو ابن كويليو نيتو الكاتب البرازيلي المعروف . لعب طوال مسيرته الرياضية في نادي واحد وهو فلومينينسي  من 1925 إلى 1938 مسجلا 184 هدف . بجانب لعبة كرة القدم لعب جواو في ألعاب كرة الطائرة ، كرة السلة ، السباحة ، هوكي الحقل ، الجري ، القفز بالزانة ، وكرة الماء . في سنة 1952 تم منحه وسام الرياضي العظيم من قبل الدولة .
شارك مع منتخب البرازيل في بطولة كأس العالم لكرة القدم 1930 التي أقيمت في الأوروغواي وخرج من الدور الأول . استطاع أن يدخل التاريخ من أوسع أبوابه كونه أول لاعب برازيلي يسجل لمنتخب بلاده في بطولة كأس العالم وذلك في مرمى منتخب يوغوسلافيا ثم اتبعه بهدفين في مرمى منتخب بوليفيا.
تكريما له قرر نادي فلومينينسي وضع تمثال له في ساحة النادي . قامت القناة رقم 100 التابعة للتلفزيون البرازيلي بإعداد فيلم وثائقي عن سيرته الذاتية من إنتاج كارلوس نيميير وإخراج كارلوس ليونام وأوسوالدو كالديرا .

## روابط خارجية
- بريغينيو على موقع الاتحاد الدولي (مؤرشف)  (الإنجليزية)
- بريغينيو على موقع قاعدة بيانات كرة القدم.إي يو (الإنجليزية)
- بريغينيو على موقع بيانات كرة القدم. دي إي (الألمانية)